# Cơ quan Viễn thông Pakistan
Cơ quan Viễn thông Pakistan (tiếng Urdu: پاکستان ٹیلی کام اتھارٹی; tiếng Anh: Pakistan Telecommunication Authority; viết tắt: PTA) là cơ quan quản lý viễn thông của Pakistan, trực thuộc chính phủ Pakistan. PTA đóng vai trò thiết lập, vận hành, bảo trì và cung cấp dịch vụ viễn thông ở Pakistan. Cơ quan có trụ sở chính tại Islamabad cũng như các văn phòng địa phương đặt tại Karachi, Lahore, Peshawar, Quetta, Muzaffarabad, Rawalpindi, Multan và Gilgit.